# Intéroception
L’intéroception est la capacité à évaluer de manière exacte son activité physiologique (par exemple son rythme cardiaque). Cette prédisposition est l’expression de l’activité de différentes régions corticales : le cortex somato-sensoriel, le gyrus cingulaire, le cortex frontal et le cortex insulaire. La capacité à ressentir les états internes interagit avec la cognition et les émotions. Un niveau élevé d’intéroception prédit des émotions plus fortes, condition importante pour les changements de comportement. Certains facteurs de vulnérabilité, comme la difficulté à décrire ses sentiments à autrui, sont liés à un niveau d’intéroception faible. Une faible intéroception est également liée à des distorsions de l’image corporelle.
Trois différents types d’intéroception peuvent être distingués : la précision intéroceptive, la sensibilité intéroceptive et la conscience intéroceptive.
Plus exactement, l’intéroception dirige l’état interne de notre corps en lui permettant de reconnaître les signaux qui régulent les fonctions vitales comme la faim, la soif, la température corporelle et le rythme cardiaque. Ce sens permet à l’humain de s’assurer du bon fonctionnement de son corps grâce à des alertes lorsqu’un déséquilibre survient ; par exemple, lorsqu’on a trop soif, l’intéroception nous pousse à boire un verre d’eau.
L’intéroception contribue également à notre santé mentale, notamment via la prise de décision, la capacité sociale et le bien-être émotionnel. Une intéroception trop chamboulée provoque d’ailleurs différentes pathologies mentales telles que la dépression, l’anxiété ou les troubles alimentaires. Cela explique notamment la présence de symptômes similaires dans différentes maladies mentales.
En combinant les données de 93 études sur l’intéroception chez les hommes et les femmes, des chercheurs ont obtenu de nouvelles informations, notamment le fait que les femmes sont beaucoup moins précises que les hommes dans les tâches centrées sur le rythme cardiaque. Si les résultats concernant les autres tâches se sont avérés beaucoup moins clairs, ces premiers résultats pourraient déjà expliquer en partie pourquoi les femmes souffrent davantage d’anxiété et de dépression.
À terme, la recherche sur l’intéroception pourrait aider à mieux comprendre le fonctionnement du corps humain et permettre le développement de meilleurs traitements contre les problèmes de santé mentale.

## Définition
Le terme « intéroception », principalement dans le domaine de la physiologie, se réfère à « l'information afférente des viscères, comme le cœur et le tractus gastro-intestinal d'une part, mais aussi des systèmes respiratoires et génito-urinaire, qui affecte la cognition ou le comportement d'un organisme, avec ou sans prise de conscience ».
Charles Scott Sherrington utilise d'abord le terme « intérocepteur » pour désigner les récepteurs des nerfs sensoriels pour les stimuli qui proviennent de l'intérieur du corps. Les définitions plus récentes d’intérocepteur affirment que c’est une « cellule spécialisée qui répond et transmet des stimuli à des organes, les muscles, les vaisseaux sanguins internes et le labyrinthe de l'oreille ». On peut dire que « le corps parle au cerveau » et, en même temps, dans l'autre sens, que le cerveau interagit avec le corps.

## Histoire
Les études sur l’intéroception commencent avec le concept de Claude Bernard de « milieu intérieur » vers 1870. Le physiologiste français pense que le corps cherche à maintenir les paramètres d'état interne normal. Cette idée est confirmée par Walter Bradford Cannon qui invente le mot « homéostasie » pour décrire ce processus. Pour préserver l'homéostasie, les informations afférentes doivent voyager dans le corps du système nerveux, où elles peuvent influencer les fonctions et les comportements mentaux supérieurs.
Selon Cameron, une étape très importante dans les théories des processus intéroceptifs est la théorie de James-Lange de l'émotion (1884). Cette théorie suggère que d'abord il y a un traitement perceptif-cognitif des stimuli dans le cerveau, ce qui conduit à un comportement et par conséquent à des sensations corporelles qui sont envoyées au cerveau où est produit le sentiment. En utilisant un exemple, voici ce qui se passe dans la vision de James : « Je vois le lion » (perception), « Je cours » (comportement), « Je crains » (émotion).
Sur le sujet des émotions, Antonio Damasio, affirme que les sentiments exigent la présence du corps, qui est leur substrat, et l'objet externe qui déclenche les changements du corps et vers lequel le sentiment est dirigé.

## Bases neurales
Plusieurs régions sous-corticales et corticales sont impliquées dans l’intéroception. Les principales régions sous-corticales sont le thalamus, l'hypothalamus, le système limbique et l'amygdale.
En plus des régions sous-corticales, le cortex cérébral est essentiel pour la conscience des états internes. Quatre principales zones corticales sont impliquées dans l’intéroception et constituent le « réseau neuronal intéroceptif » : le cortex somato-sensoriel, le gyrus cingulaire, le cortex frontal et le cortex insulaire.
Augustine a suggéré que le cortex insulaire est la région la plus impliquée dans la sensation viscérale : son activation semble être le plus directement liée à l'activation sensorielle viscérale. Selon Paulus et Stein, l'insula est le centre intéroceptif du cerveau et elle est essentielle pour évaluer l'impact potentiel des stimuli sur le corps.

## Les trois dimensions de l’intéroception
Garfinkel et ses collègues ont élaboré le modèle de trois dimensions de l’intéroception, selon lequel la capacité à ressentir les états internes peut être divisée en trois différents types. En premier lieu, la précision intéroceptive est décrite comme « la précision objective dans la détection des signaux internes du corps ». En deuxième lieu, la sensibilité intéroceptive est la perception subjective de la faculté de ressentir son propre corps. Et troisièmement, la conscience intéroceptive est la relation entre les deux précédents. En d’autres termes, la conscience intéroceptive est la conscience de combien nous sommes bons ou pas à ressentir nos signaux internes.

## Méthodes d’évaluation de la précision intéroceptive
Traditionnellement, la précision intéroceptive a été étudiée en utilisant principalement trois techniques : questionnaires, techniques de suivi mental et des méthodes de discrimination. Les premiers ont été largement utilisés dans les études sur le plan clinique. Dans les techniques de suivi mental les participants sont invités à compter leurs propres battements de cœur au cours d'une période de temps pour mesurer s’ils peuvent ressentir le rythme cardiaque, alors que l'objectif des méthodes de discrimination est d'évaluer la capacité des sujets à identifier les battements de cœur individuels.

## Troubles de l’intéroception
Les altérations de l’intéroception peuvent être trouvées dans certaines difficultés mentales comme l'anxiété et la dépression ou des troubles de la perception du corps comme les troubles du comportement alimentaire et l’obésité.
Comme l’ont démontré Pollatos et collègues, en effet, la précision intéroceptive est moins bonne chez les patients souffrant d'anorexie mentale que chez les participants en bonne santé. Une autre étude, menée par Herbert et Pollatos, a montré que les personnes souffrant de surpoids ou d’obésité ont une faible intéroception.

### Pages connexes
- Proprioception